# Tamir Kahlon
Tamir Kahlon (hebr. ‏תמיר כחלון‎, ur. 29 października 1987 w Tel Awiw-Jafa) – izraelski piłkarz występujący na pozycji pomocnika lub napastnika.

## Kariera
Kahlon jest wychowankiem Maccabi Tel Awiw, w którym występował w latach 2006−2012. W międzyczasie był wypożyczany do Bene Jehuda Tel Awiw, FC Aszdod i belgijskiego Royal Charleroi. Pod koniec sierpnia 2011 roku trafił na wypożyczenie do Cracovii. W sezonie 2012/13 był graczem Hapoelu Akka. Latem 2013 roku podpisał kontrakt z Hapoelem Ironi Kirjat Szemona. W grudniu tegoż roku w meczu przeciwko Bene Jehuda Tel Awiw doznał złamania kości strzałkowej, po którym zmuszony był zakończyć karierę.

## Statystyki kariery
| Klub               | Sezon   | Liga          | Liga  | Liga   | Europa | Europa | Suma  | Suma   |
| Klub               | Sezon   | Liga          | Mecze | Bramki | Mecze  | Bramki | Mecze | Bramki |
| ------------------ | ------- | ------------- | ----- | ------ | ------ | ------ | ----- | ------ |
| Bene Jehuda (wyp.) | 2007/08 | Ligat ha’Al   | 18    | 2      | −      | −      | 18    | 2      |
| Bene Jehuda (wyp.) | 2008/09 | Ligat ha’Al   | 26    | 2      | −      | −      | 26    | 2      |
| Bene Jehuda (wyp.) | Suma    | Suma          | 44    | 4      | –      | –      | 44    | 4      |
| Maccabi Tel Awiw   | 2009/10 | Ligat ha’Al   | 27    | 3      | −      | −      | 27    | 3      |
| Maccabi Tel Awiw   | 2010/11 | Ligat ha’Al   | 2     | 0      | 2      | 0      | 4     | 0      |
| Maccabi Tel Awiw   | Suma    | Suma          | 29    | 3      | –      | –      | 31    | 3      |
| Charleroi (wyp.)   | 2010/11 | Eerste klasse | 10    | 3      | −      | −      | 10    | 3      |
| Cracovia (wyp.)    | 2011/12 | Ekstraklasa   | 7     | 0      | −      | −      | 7     | 0      |
| Aszdod (wyp.)      | 2011/12 | Ligat ha’Al   | 11    | 0      | −      | −      | 11    | 0      |
| Hapoel Akka        | 2012/13 | Ligat ha’Al   | 29    | 4      | −      | −      | 29    | 4      |
| Kirjat Szemona     | 2013/14 | Ligat ha’Al   | 11    | 4      | −      | −      | 11    | 4      |
| Suma               | Suma    | Suma          | 141   | 18     | 2      | 0      | 143   | 18     |